# Luiz Eduardo Soares
Luiz Eduardo Bento de Mello Soares (12 de março de 1954, Nova Friburgo) é um antropólogo, cientista político e escritor brasileiro. Considerado como um dos mais importantes especialistas em segurança pública do Brasil, defende a legalização das drogas, a unificação das polícias militar e civil e o fim do encarceramento em massa.
É autor ou coautor de dezenas de livros, incluindo os best-sellers Elite da Tropa (com André Batista e Rodrigo Pimentel) e Elite da Tropa 2 (com André Batista, Claudio Ferraz e Rodrigo Pimentel).

## Formação acadêmica
Graduado em Letras (1975) pela Pontifícia Universidade Católica do Rio de Janeiro, é mestre em Antropologia Social pela Universidade Federal do Rio de Janeiro (dissertação: Campesinato: Ideologia e Política, 1981) e doutor em Ciência Política pelo Instituto Universitário de Pesquisas do Rio de Janeiro (tese: A invenção do sujeito universal: Hobbes e a política como experiência dramática do sentido, 1991). Entre 1995 e 1997, realizou pesquisas de pós-doutorado em filosofia política, nas Universidades de Pittsburgh e Virgínia, nos Estados Unidos. 
Foi professor da UERJ, do Iuperj, da Universidade Cândido Mendes e da Unicamp; pesquisador do ISER e do Vera Institute of Justice de Nova York, além de ter sido professor visitante da Columbia University, Universidade da Virgínia e Universidade de Pittsburgh, nos EUA.
Coordenou o curso de especialização em Segurança Pública da Universidade Estácio de Sá (2008 - 2015).

## Atividades profissionais
Foi Subsecretário de Segurança e Coordenador de Segurança, Justiça e Cidadania do Estado do Rio de Janeiro (entre janeiro de 1999 e março de 2000), durante o governo de Anthony Garotinho, quando chegou a denunciar a "banda podre" da polícia do Rio. Após uma polêmica em que teria defendido a atitude do cineasta João Moreira Salles, que supostamente pagava mesada ao traficante Marcinho VP, Soares foi demitido, ao vivo, no telejornal RJTV pelo então governador. 
Foi também consultor da prefeitura de Porto Alegre, responsável pelo plano municipal de segurança e pela implantação do projeto piloto (em 2001). Ocupou a Secretaria Nacional de Segurança Pública (entre janeiro e outubro de 2003) no primeiro governo Lula, tendo sido afastado dos dois cargos por pressões políticas. Posteriormente, foi Secretário Municipal de Valorização da Vida e Prevenção da Violência de Nova Iguaçu (RJ) (2007-2009).
Em 2010, foi idealizador das propostas para a área de segurança pública da senadora e candidata do PV à presidência da república, Marina Silva. Posteriormente, foi um cofundador da Rede Sustentabilidade, liderada por Marina. Contudo, Soares deixou o partido em 2016, em razão de divergências com os dirigentes do partido, especialmente depois que estes decidiram apoiar o impeachment da presidente Dilma Rousseff. 

## Produção bibliográfica
Luiz Eduardo Soares é autor, coautor ou organizador de mais de vinte livros, destacando-se:
- Meu casaco de general: 500 dias no front da Segurança Pública do Estado do Rio de Janeiro. Cia. das Letras, 2000.
- Cabeça de porco (com MV Bill e Celso Athayde). Objetiva, 2005.
- Elite da tropa (com André Batista e Rodrigo Pimentel). Objetiva, 2006.
- Elite da Tropa 2 (com André Batista e Rodrigo Pimentel e Claudio Ferraz). Nova Frontera, 2010.
- Troupe d'élite 2 (de André Batista, Rodrigo Pimentel et Claudio Ferraz). Editions Anacaona, 2011.
- Segurança tem saída. Sextante, 2006.
- Legalidade Libertária. Lumen Juris.
- Espírito Santo (com Carlos Eduardo e Rodney Miranda)
- Justiça, Ediouro, 2011
- Tudo ou Nada, Ediouro, 2011
- Rio de Janeiro - Histórias de Vida e Morte, Companhia das Letras, 2015.
- Vidas Presentes - Cidade Aprendiz, 2017.
- Desmilitarizar - Segurança Pública E Direitos Humanos, Boitempo, 2019.[10]
- O Brasil e seu duplo - Uma discussão sobre os extremismos que marcam o momento político do país, Todavia, 2019. [11]

Também é autor de capítulos de dezenas de livros, além de inúmeros artigos em jornais e revistas do Brasil.